# Bezirk Saldus (2009–2021)
Der Bezirk Saldus (Saldus novads) war ein Bezirk im Südwesten Lettlands in der historischen Landschaft Kurzeme, der von 2009 bis 2021 existierte. Bei der Verwaltungsreform 2021 wurde der Bezirk in einen neuen, größeren Bezirk Saldus überführt.

## Geographie
Der Bezirk grenzte an Litauen. In der Gemeinde Novadnieki wurde 1999 ein Sammelfriedhof für Gefallene des Zweiten Weltkriegs eingeweiht. Es handelt sich um den größten Friedhof dieser Art in den baltischen Ländern. Über 20.000 Tote liegen dort begraben. Am Fluss Ciecere kann der Janis-Rozentāls-Stein besichtigt werden. Hier entstanden bekannte Bilder des Malers.

## Bevölkerung
Der Bezirk bestand aus den 15 Gemeinden (pagasts) Ezere, Jaunauce, Jaunlutriņi, Kursīši, Lutriņi, Nīgrande, Novadnieki, Pampāļi, Ruba, Saldus Land, Šķēde, Vadakste, Zaņa, Zirņi, Zvārde sowie dem Verwaltungszentrum Saldus Stadt. 28.705 Einwohner lebten 2010 im Bezirk Saldus.

## Sehenswürdigkeiten

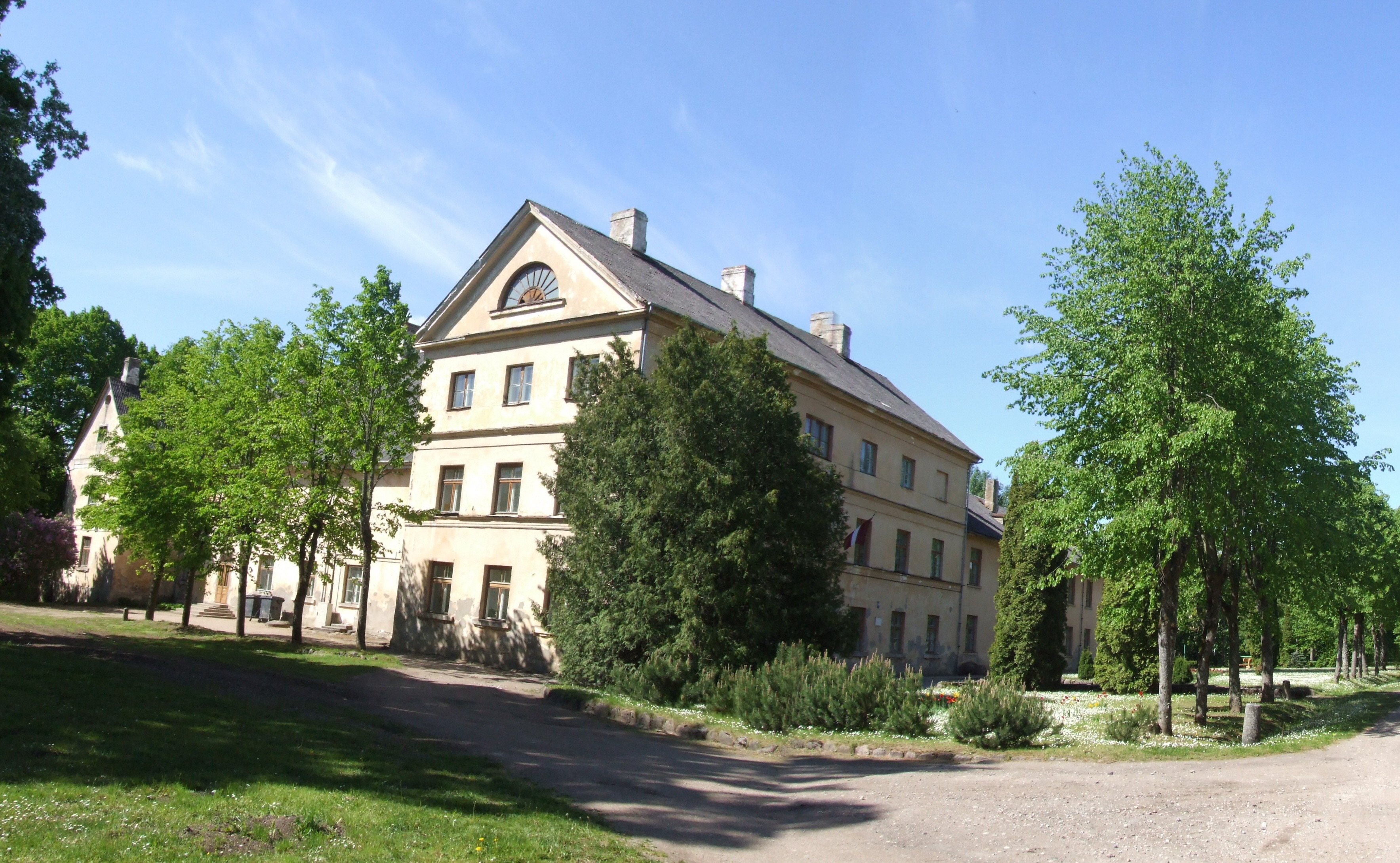
Ezere: Herrenhaus Groß Essern
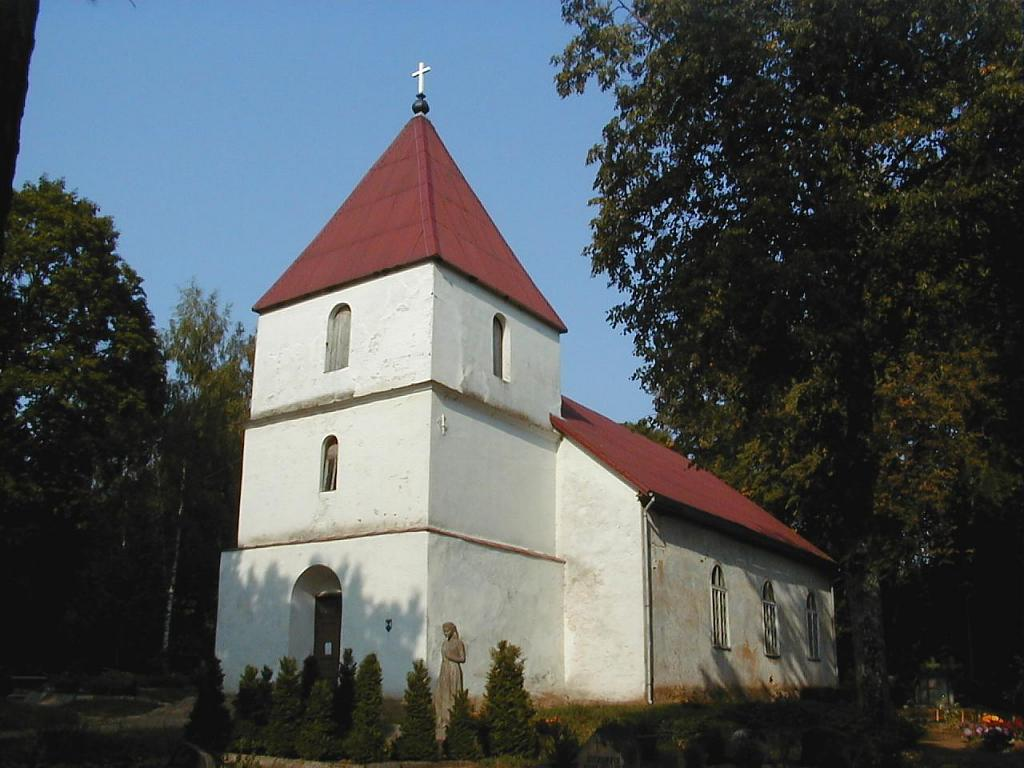
Grīvaiši (Gemeinde Ezere): Lutherische Kirche
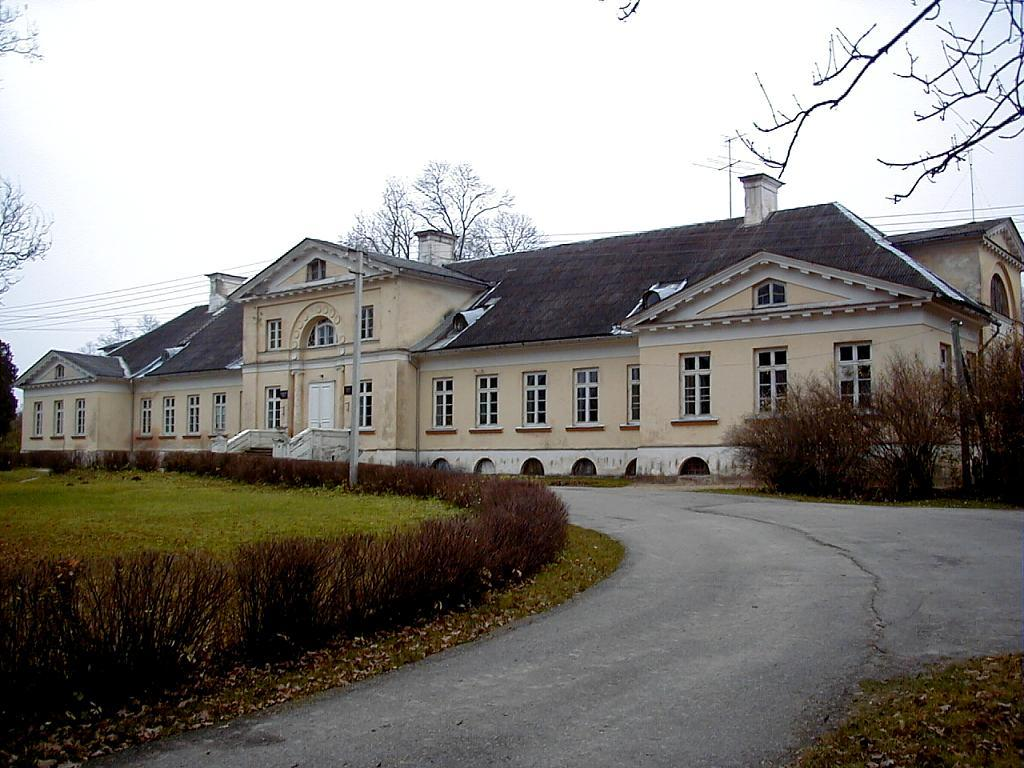
Jaunauce: Herrenhaus
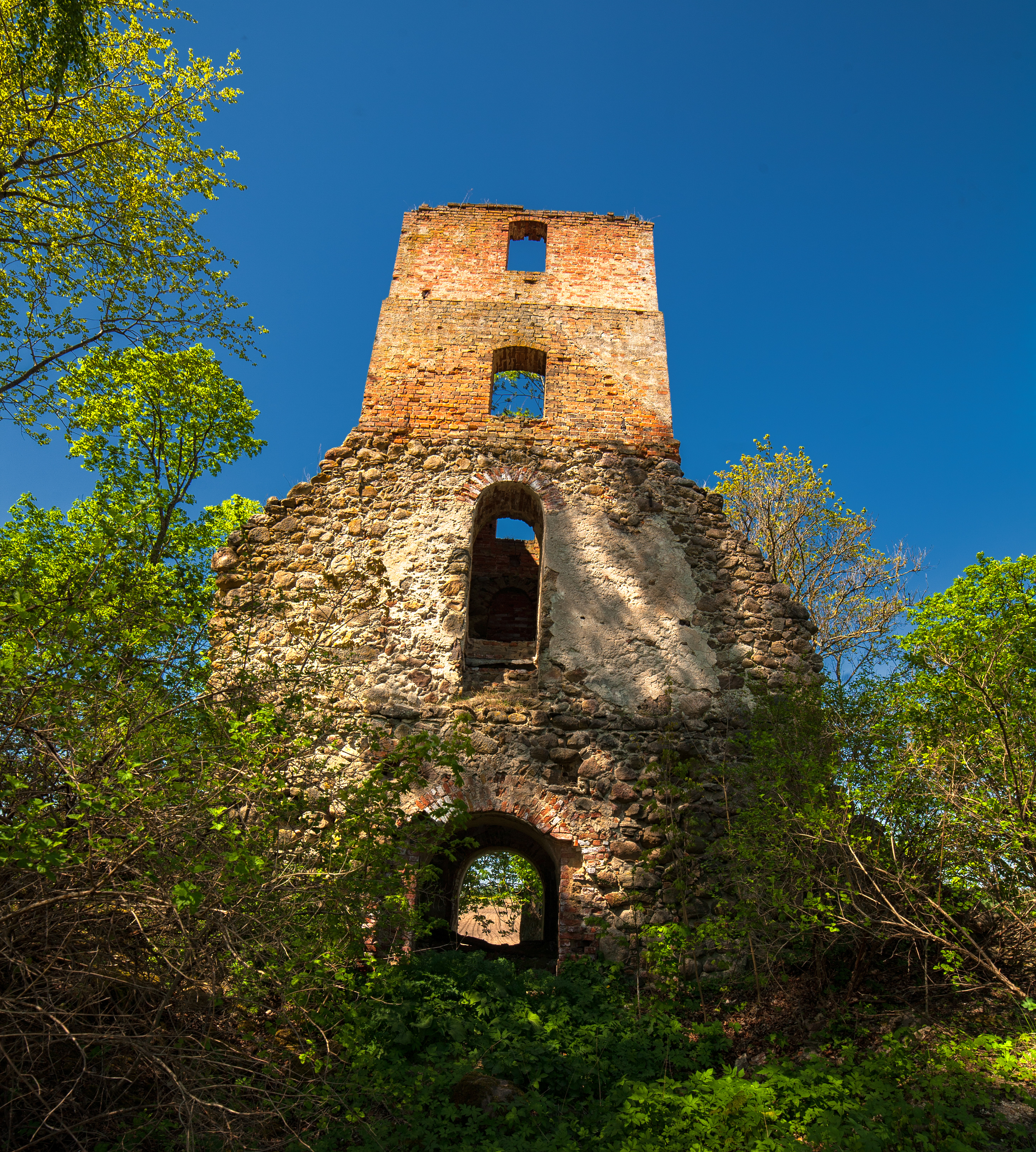
Jaunauce: Ruine der Lutherischen Kirche
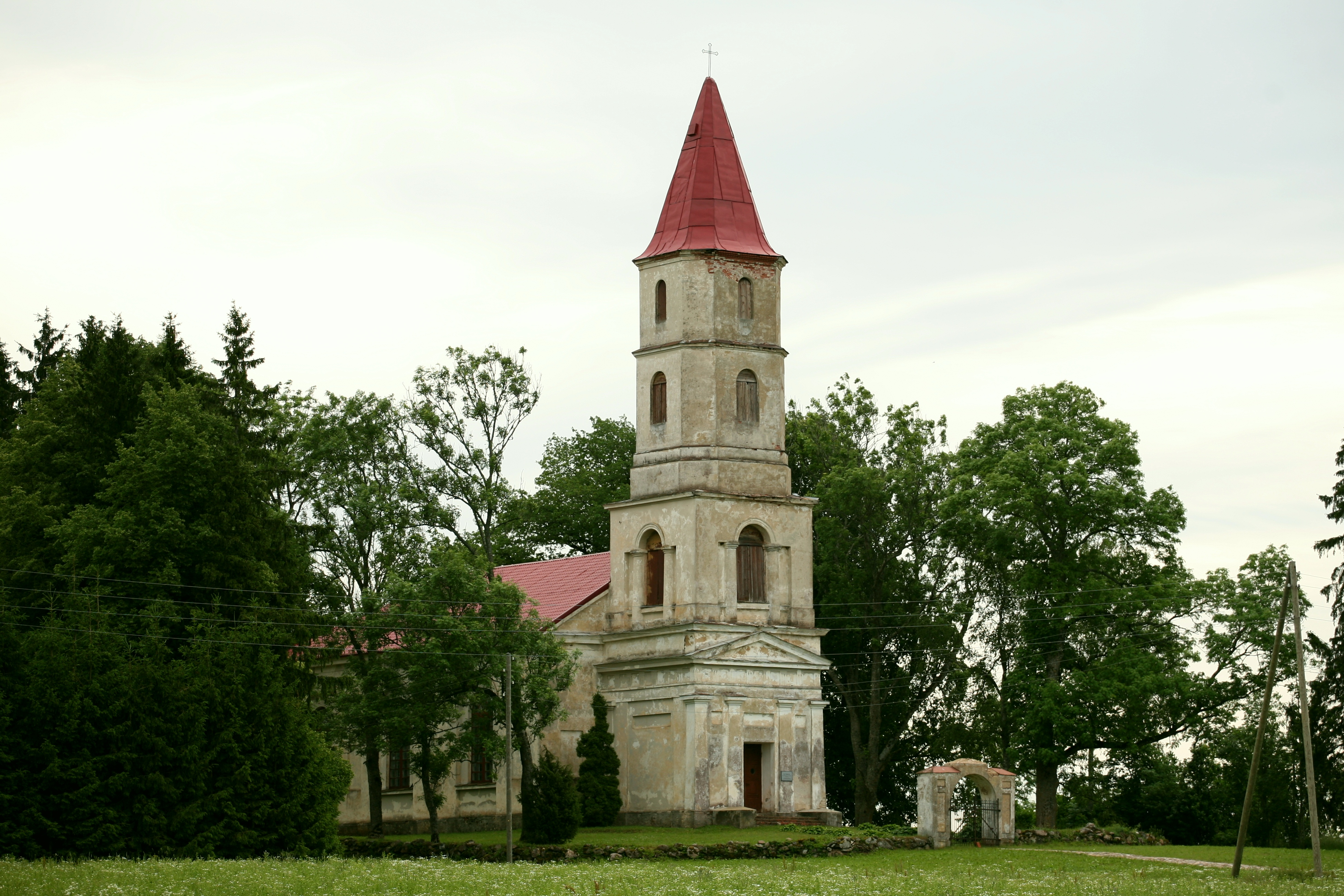
Lutrini: Lutherische Kirche
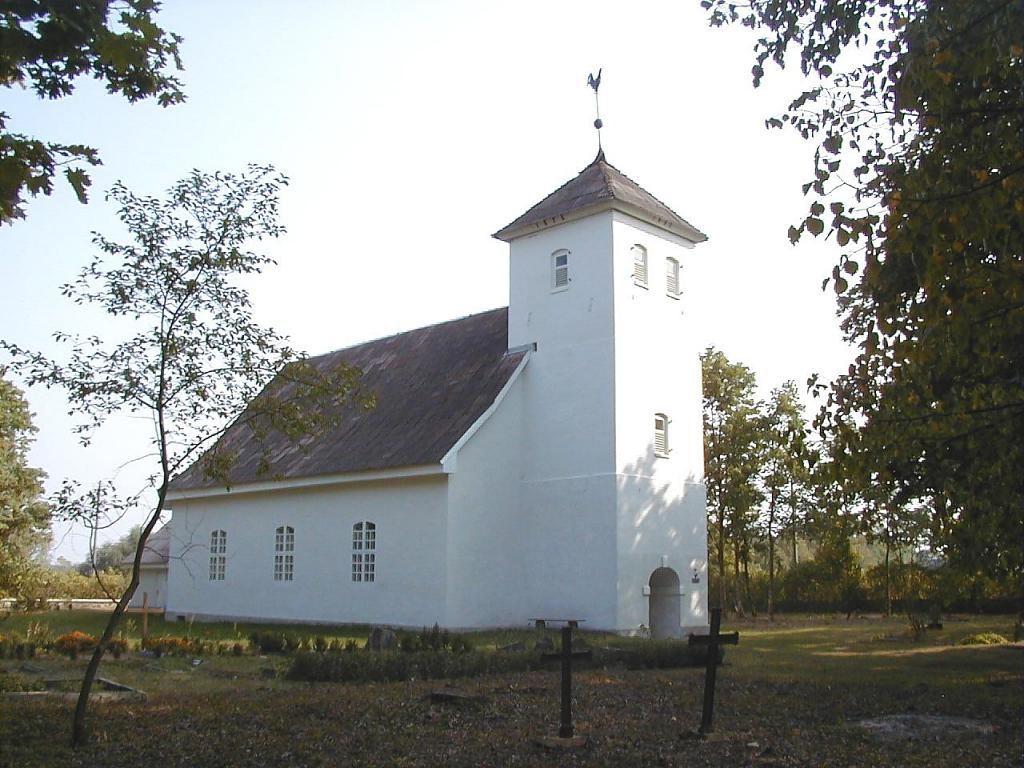
Nigrande: Lutherische Kirche
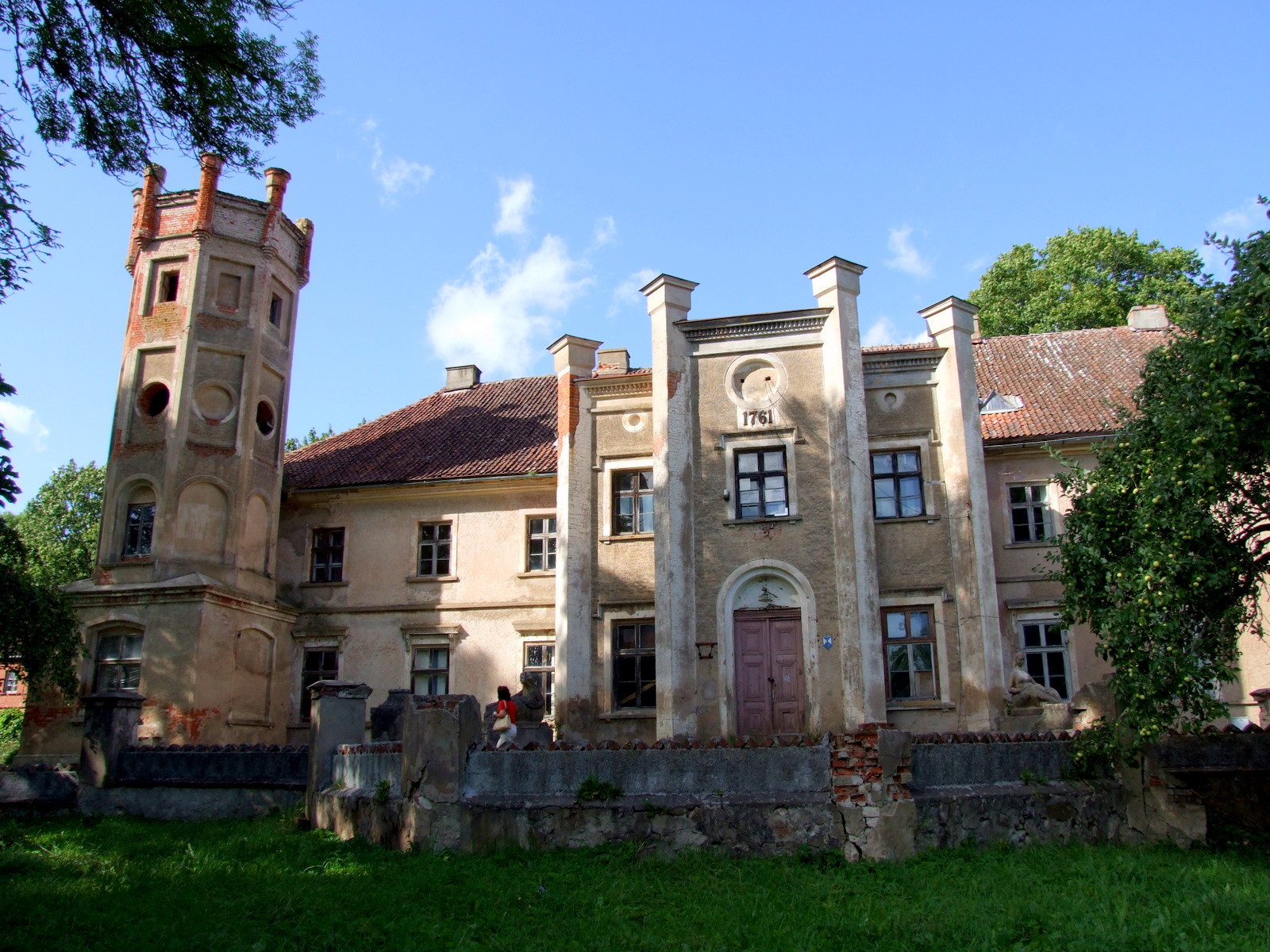
Šķēde: Herrenhaus Scheden
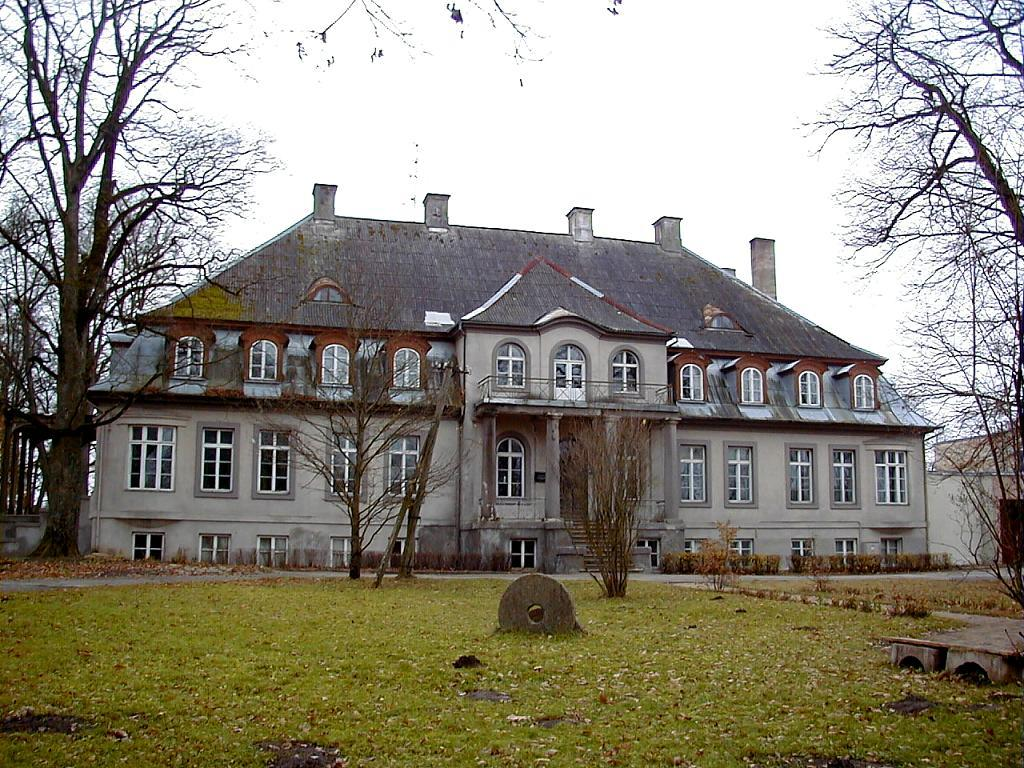
Vadakste: Herrenhaus Waddaxt
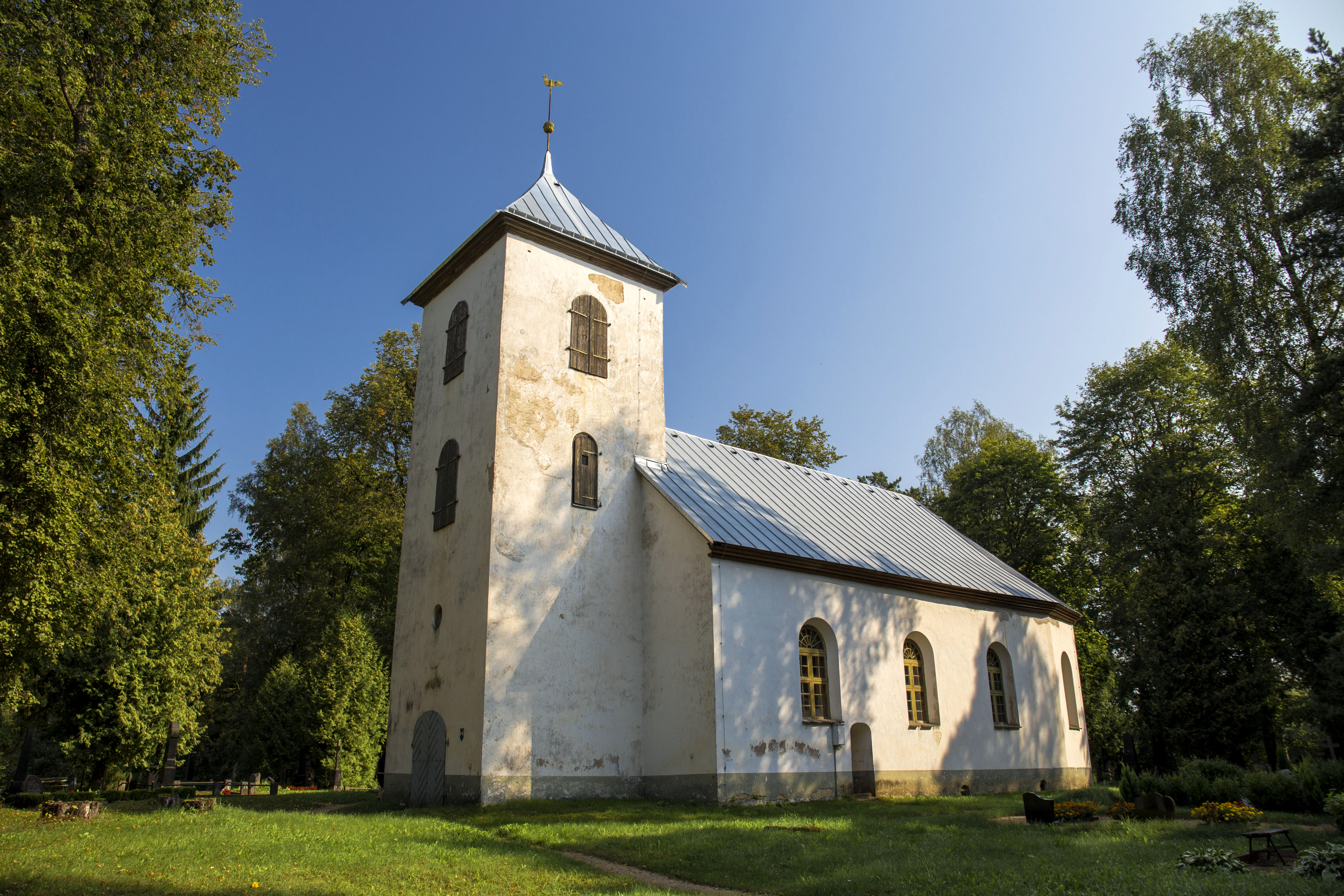
Priedula (Gemeinde Vadakste): Lutherische Kirche

## Nachweise
1. ↑  Vides aizsardzības un reģionālās attīstības ministrija (Ministerium für Naturschutz und Regionalentwicklung), Karten und Auflistung der Verwaltungseinheiten, abgerufen am 18. Juli 2021
2. ↑  Kriegsgrabstätte Saldus
3. ↑  Janis-Rozentāls-Stein (Memento des Originals vom 19. August 2014 im Internet Archive)  Info: Der Archivlink wurde automatisch eingesetzt und noch nicht geprüft. Bitte prüfe Original- und Archivlink gemäß Anleitung und entferne dann diesen Hinweis.